# Praseodymium-141
Praseodymium-141 of 141Pr is de enige stabiele isotoop van praseodymium, een lanthanide. Vanwege het feit dat praseodymium maar één stabiele isotoop kent met een abundantie op Aarde van 100%, valt het element onder zowel de mononuclidische als de mono-isotopische elementen. De isotoop is theoretisch gezien in staat om spontane splijting te ondergaan.
Praseodymium-141 ontstaat onder meer bij het radioactief verval van cerium-141, neodymium-141 en promethium-145.
{\displaystyle {\ce {{^{141}_{58}Ce}->{^{141}_{59}Pr}+{e^{-}}+{\bar {\nu }}_{e}}}}
{\displaystyle {\ce {{^{141}_{60}Nd}->{^{141}_{59}Pr}+{e^{+}}+{\nu }_{e}}}}
{\displaystyle {\ce {{^{145}_{61}Pm}->{^{141}_{59}Pr}+\,_{2}^{4}\alpha }}}
121Pr · 122Pr · 123Pr · 124Pr · 125Pr · 126Pr · 127Pr · 127mPr · 128Pr · 129Pr · 129mPr · 130Pr · 130mPr · 131Pr · 131mPr · 132Pr · 132mPr · 133Pr · 133mPr · 134Pr · 134mPr · 135Pr · 135mPr · 136Pr · 137Pr · 137mPr · 138Pr · 138mPr · 139Pr · 140Pr · 140m1Pr · 140m2Pr · 141Pr · 142Pr · 142mPr · 143Pr · 144Pr · 144mPr · 145Pr · 146Pr · 147Pr · 148Pr · 148mPr · 149Pr · 150Pr · 151Pr · 152Pr · 153Pr · 154Pr · 155Pr · 156Pr · 157Pr · 158Pr · 159Pr · 160Pr